# 艾廷選
艾廷選，河南省汝寧府信陽州人，清朝政治人物。同進士出身。
光緒二年（1876年），參加丙子恩科會試，得貢士第334名。殿試登進士3甲第17名。同年五月（6月3日），著分六部學習。